# Michael Rapaport
Michael David Rapaport (New York, 1970. március 20. –) amerikai színész, humorista.
Az 1990-es évek óta több, mint hatvan filmben is játszott. Emellett olyan tévésorozatban is szerepelt, mint A szökés, az Agymenők és a Jóbarátok. Ő rendezte a Beats, Rhymes & Life: The Travels of a Tribe Called Quest (2011) című dokumentumfilmet is, amely az A Tribe Called Quest nevű rapcsapatról szól.

## Fiatalkora
New Yorkban született, szülei rádiósok voltak. Van egy testvére, Eric Rapaport és egy idősebb féltestvére, Claudia Lonow. Miután szülei elváltak, Rapaport anyja feleségül ment Mark Lonow humoristához, aki a The Improv tulajdonosa volt Budd Friedmannel együtt.
Manhattan Upper East Side nevű részében nőtt fel. Zsidó származású, családja eredetileg Lengyelországból és Oroszországból származnak.
Az iskolában nehéz dolga volt. Az 1980-as években az Erasmus Hall High School tanulója volt, de elbocsátották. Ennek ellenére visszatért és érettségizett a Martin Luther King High School tanulójaként.
1989-ben Los Angelesbe költözött, hogy stand-up komikus legyen. Három évig stand-upolt.

## Magánélete
2000-ben feleségül vette Nichole Beattie színésznőt, akitől két fia született. 2007-ben elváltak.
2005-ben egy cikket írt a Jane magazinba azzal kapcsolatban, hogy ki kellett dobnia Natasha Lyonne színésznőt egy általa bérelt lakásból, mivel a színésznő sok drogot fogyasztott. Azóta kibékültek és továbbra is barátok.
2016-ban feleségül vette régi barátnőjét, Kebe Dunn színésznőt.
2018 júniusában, mikor az American Airlines egyik járatán utazott, megakadályozott egy utast abban, hogy repülés közben kinyissa a vészkijárat ajtaját.

## Filmográfia

### Film
| Év   | Magyar cím                    | Eredeti cím                               | Szerep                    | Magyar hang           |
| ---- | ----------------------------- | ----------------------------------------- | ------------------------- | --------------------- |
| 1992 | Zebracsíkok                   | Zebrahead                                 | Zack                      | Selmeczi Roland       |
| 1993 | A bérgyilkosnő                | Point of No Return                        | Big Stan                  | Csendes Olivér        |
| 1993 | Hazug igazság                 | Poetic Justice                            | dokkmunkás                |                       |
| 1993 | Nesze semmi, fogd meg jól!    | Money for Nothing                         | Kenny Kozlowski           |                       |
| 1993 | Tiszta románc                 | True Romance                              | Dick Ritchie              | Minárovits Péter      |
| 1994 | Két fivér egy zsákban         | Hand Gun                                  | Lenny                     | Barbinek Péter        |
| 1994 | Az emberkereskedő             | The Scout                                 | Tommy Lacy                |                       |
| 1994 |                               | The Foot Shooting Party (rövidfilm)       | Lizard                    |                       |
| 1995 | Megoldatlan egyenletek        | Higher Learning                           | Remy                      | Alföldi Róbert        |
| 1995 | Egy kosaras naplója           | The Basketball Diaries                    | Skinhead                  |                       |
| 1995 | Megérint a halál              | Kiss of Death                             | Ronnie Gannon             | Zalán János           |
| 1995 | Hatalmas Aphrodité            | Mighty Aphrodite                          | Kevin                     | Reisenbüchler Sándor  |
| 1996 | Gyönyörű lányok               | Beautiful Girls                           | Paul Kirkwood             | Pusztaszeri Kornél    |
| 1996 | Gyönyörű lányok               | Beautiful Girls                           | Paul Kirkwood             | Dózsa Zoltán          |
| 1996 | Julie De Marco                | The Pallbearer                            | Brad Schorr               | Bede-Fazekas Szabolcs |
| 1997 | Két túsz között               | Metro                                     | Kevin McCall              | Viczián Ottó          |
| 1997 | Két túsz között               | Metro                                     | Kevin McCall              | Csőre Gábor           |
| 1997 |                               | A Brother's Kiss                          | Stingy                    |                       |
| 1997 |                               | Kicked in the Head                        | Stretch                   |                       |
| 1997 | Cop Land                      | Cop Land                                  | Murray Babitch            | Juhász György         |
| 1998 |                               | Illtown                                   | Dante                     |                       |
| 1998 | Palmetto                      | Palmetto                                  | Donnelly                  | Kautzky Armand        |
| 1998 | Minden csak a szex            | Some Girl                                 | Neal                      |                       |
| 1998 | A csonttörő                   | The Naked Man                             | Edward Bliss Jr.          | Rékasi Károly         |
| 1999 | Háborgó mélység               | Deep Blue Sea                             | Tom Scoggins              | Epres Attila          |
| 1999 | Viszlát, gengszter!           | Kiss Toledo Goodbye                       | Kevin Gower               |                       |
| 2000 | Péntek esti gáz               | Next Friday                               | postás                    |                       |
| 2000 | Süti, nem süti                | Small Time Crooks                         | Denny                     | Dózsa Zoltán          |
| 2000 | Süti, nem süti                | Small Time Crooks                         | Denny                     | Széles László         |
| 2000 | Férfibecsület                 | Men of Honor                              | Snowhill                  | Rajkai Zoltán         |
| 2000 | Afro-tv                       | Bamboozled                                | Thomas Dunwitty           | Csőre Gábor           |
| 2000 | Kötöznivaló bolondok          | Chain of Fools                            | bérgyilkos                | Ifj. Jászai László    |
| 2000 |                               | King of the Jungle                        | Francis                   |                       |
| 2000 | Telitalálat                   | Lucky Numbers                             | Dale                      | Dózsa Zoltán          |
| 2000 | Telitalálat                   | Lucky Numbers                             | Dale                      | Mikula Sándor         |
| 2000 | A hatodik napon               | The 6th Day                               | Hank Morgan               | Forgács Péter         |
| 2001 | Dr. Dolittle 2.               | Dr. Dolittle 2                            | Joey a mosómedve (hangja) | Jáksó László          |
| 2002 | Sodródás                      | Paper Soldiers                            | Mike E.                   | Széles László         |
| 2002 | Balfék balhé                  | Triggermen                                | Tommy O'Brian             | Földi Tamás           |
| 2002 | Fogd a lét és fuccs!          | 29 Palms                                  | rendőr                    |                       |
| 2002 | Képregényhős                  | Comic Book Villains                       | Norman Link               | Bognár Tamás          |
| 2003 | Halj meg, haver               | A Good Night to Die                       | August                    |                       |
| 2003 |                               | This Girl's Life                          | Terry az autókereskedő    |                       |
| 2004 |                               | The N Word                                | önmaga                    |                       |
| 2004 |                               | America Brown                             | Daniel Brown              |                       |
| 2004 |                               | Scrambled Eggs (rövidfilm)                | drámatanár                |                       |
| 2005 | A randiguru                   | Hitch                                     | Ben                       | Kapácsy Miklós        |
| 2006 |                               | Special                                   | Les Franken               |                       |
| 2006 |                               | Live Free or Die                          | Putney hadnagy            |                       |
| 2006 |                               | Push                                      | Tommy G                   |                       |
| 2006 | Süthetjük                     | Grilled                                   | Bobby                     | Vári Attila           |
| 2008 | Merénylet a suligóré ellen    | Assassination of a High School President  | Z edző                    | Moser Károly          |
| 2009 | A rajongó                     | Big Fan                                   | Philadelphia Phil         |                       |
| 2009 |                               | A Day in the Life                         | Grant nyomozó             |                       |
| 2011 |                               | Inside Out                                | Jack Small                |                       |
| 2012 |                               | Should've Been Romeo                      | Danny                     |                       |
| 2012 | Számkivetettek                | The Baytown Outlaws                       | Lucky                     | Juhász Zoltán         |
| 2012 | Az elátkozottak csókja        | Kiss of the Damned                        | Ben                       |                       |
| 2013 | Női szervek                   | The Heat                                  | Jason Mullins             | Csőre Gábor           |
| 2013 |                               | Last I Heard                              | Bobby DiBianco            |                       |
| 2014 | A férjem igazi vesztes        | My Man Is a Loser                         | Marty                     | Dózsa Zoltán          |
| 2015 | Kicsi fiú                     | Little Boy                                | James Busbee              | Csőre Gábor           |
| 2016 |                               | A Stand Up Guy                            | Colin                     |                       |
| 2016 | Ütésálló                      | Chuck                                     | Don Wepner                |                       |
| 2016 | Sully – Csoda a Hudson folyón | Sully                                     | Pete a pultos             |                       |
| 2016 | Életem legrosszabb éve        | Middle School: The Worst Years of My Life | animációs hang (hangja)   |                       |
| 2019 |                               | 100%: Julian Edelman                      | narrátor                  |                       |
| 2020 |                               | Blackjack: The Jackie Ryan Story          | Bill Fitch                |                       |
| 2021 |                               | Conflicted                                | Mike                      |                       |
| 2023 |                               | I'll Be Right There                       | Marshall                  |                       |
| 2023 |                               | Glisten and the Merry Mission             | Grizz (hangja)            |                       |

### Televízió
| Év        | Magyar cím                                       | Eredeti cím                               | Szerep                        | Megjegyzések                                           |
| --------- | ------------------------------------------------ | ----------------------------------------- | ----------------------------- | ------------------------------------------------------ |
| 1990      |                                                  | China Beach                               | Kravits                       | 1 epizód                                               |
| 1992      |                                                  | Murphy Brown                              | Robbie                        | 1 epizód                                               |
| 1992      |                                                  | Middle Ages                               | Jimmy                         | 1 epizód                                               |
| 1993      | Kaliforniába jöttem                              | Fresh Prince of Bel Air                   | Mike                          | 1 epizód                                               |
| 1993      | New York rendőrei                                | NYPD Blue                                 | Jaime Dileo                   | 1 epizód                                               |
| 1997      |                                                  | SUBWAYStories: Tales from the Underground | Jake                          | tévéfilm                                               |
| 1998      | Vészhelyzet                                      | E.R.                                      | Paul Canterna                 | 1 epizód                                               |
| 1998      | Vágyrajárók                                      | Rude Awakening                            | Johnny                        | 1 epizód                                               |
| 1999      | Jóbarátok                                        | Friends                                   | Gary                          | visszatérő szereplő (5. évad)                          |
| 2001      |                                                  | Weakest Link                              | önmaga                        | vetélkedő (1 epizód)                                   |
| 2001      |                                                  | Celebrity Adventures                      | önmaga                        | 1 epizód                                               |
| 2001      |                                                  | Night Visions                             | Harlow Winton                 | 1 epizód                                               |
| 2001–2004 |                                                  | Boston Public                             | Danny Hanson                  | főszereplő (2–4. évad)                                 |
| 2003      |                                                  | Chappelle's Show                          | Popcopy alkalmazott           | 1 epizód                                               |
| 2005–2007 | Házi háború                                      | The War at Home                           | David "Dave" Gold             | főszereplő (44 epizód)                                 |
| 2006–2007 | Mad TV                                           | MadTV                                     | Abraham Lincoln / Clark Gable | 2 epizód                                               |
| 2007–2008 | A nevem Earl                                     | My Name Is Earl                           | Frank Stump                   | visszatérő szereplő (3. évad)                          |
| 2008–2009 | A szökés                                         | Prison Break                              | Donald "Don" Self ügynök      | főszereplő (4. évad)                                   |
| 2009–2010 | Szerencsés véletlen                              | Accidentally on Purpose                   | Sully                         | 1 epizód                                               |
| 2010      |                                                  | 30 for 30                                 | önmaga                        | 1 epizód                                               |
| 2010      |                                                  | Celebrity Ghost Stories                   | önmaga                        | 1 epizód                                               |
| 2010      | Luxusdoki                                        | Royal Pains                               | Stanley                       | 1 epizód                                               |
| 2010–2013 | Pound Puppies: Kutyakölyköt minden kiskölyöknek! | Pound Puppies                             | Squirt (hangja)               | főszereplő (65 epizód)                                 |
| 2012–2013 | Maffiadoktor                                     | The Mob Doctor                            | Paul Moretti                  | visszatérő szereplő (7 epizód)                         |
| 2013      |                                                  | The Haunting of...                        | önmaga                        | 1 epizód                                               |
| 2014      | Nevelésből elégséges                             | Raising Hope                              | Michael                       | 1 epizód                                               |
| 2014      | A törvény embere                                 | Justified                                 | Daryl Crowe Jr.               | visszatérő szereplő (5. évad)                          |
| 2015      | Feketék fehéren                                  | Black-ish                                 | Jay Simmons                   | 1 epizód                                               |
| 2015      | Louie                                            | Louie                                     | Lenny                         | 1 epizód                                               |
| 2015      |                                                  | Public Morals                             | Charlie Bullman rendőrtiszt   | főszereplő (10 epizód)                                 |
| 2015      | Agymenők                                         | The Big Bang Theory                       | Kenny Fitzgerald              | 1 epizód                                               |
| 2016      | Esküdt ellenségek: Különleges ügyosztály         | Law & Order: Special Victims Unit         | Richie Caskey                 | 1 epizód                                               |
| 2016      |                                                  | Dice                                      | Bobby the Mooch               | 1 epizód                                               |
| 2016      |                                                  | Crisis in Six Scenes                      | Trooper Mike                  | minisorozat (1 epizód)                                 |
| 2017      |                                                  | The $100,000 Pyramid                      | önmaga                        | vetélkedő (1 epizód)                                   |
| 2017      |                                                  | The New Edition Story                     | Gary Evans                    | 1 epizód                                               |
| 2017      | Állatok                                          | Animals.                                  | Erik (hangja)                 | 1 epizód                                               |
| 2017      | Színtiszta siker                                 | White Famous                              | Teddy Snow                    | visszatérő szereplő (8 epizód)                         |
| 2017–2018 |                                                  | The Guest Book                            | Adam                          | visszatérő szereplő (1. évad) vendégszereplő (2. évad) |
| 2017–2021 | Több, mint normális                              | Atypical                                  | Doug Gardner                  | főszereplő (38 epizód)                                 |
| 2018      |                                                  | Hip Hop Squares                           | önmaga                        | 1 epizód                                               |
| 2018      | Röhej                                            | Ridiculousness                            | önmaga                        | 1 epizód                                               |
| 2019–2023 | A Simpson család                                 | The Simpsons                              | Mike Wegman (hangja)          | 3 epizód                                               |
| 2020      |                                                  | Sneakerheads                              | önmaga                        | 1 epizód                                               |
| 2020      |                                                  | Yo Mama                                   | önmaga                        | 1 epizód                                               |
| 2020      | Füves fogások                                    | Cooked with Cannabis                      | önmaga                        | 1 epizód                                               |
| 2020      |                                                  | Tournament of Laughs                      | önmaga                        | 1 epizód                                               |
| 2021–2022 |                                                  | The Wendy Williams Show                   | önmaga / vendég házigazda     | 14. évad                                               |
| 2022      |                                                  | Celebrity Wheel of Fortune                | önmaga / versenyző            | 1 epizód                                               |
| 2022      |                                                  | Life & Beth                               | Leonard                       | visszatérő szereplő (10 epizód)                        |
| 2022      | Gyilkos a házban                                 | Only Murders in the Building              | Kreps nyomozó                 | visszatérő szereplő 2. évad (5 epizód)                 |
| 2023      |                                                  | The Masked Singer                         | Pickle                        | 2 epizód (8. évad)                                     |